# A Tudor Princess
A Tudor Princess è un cortometraggio muto del 1913 diretto da J. Searle Dawley. È incentrato sulla vita di Maria Tudor, figlia di Enrico VII e sorella di Enrico VIII d'Inghilterra.

## Produzione
Il film fu prodotto dall'Edison Company.

## Distribuzione
Distribuito dalla General Film Company, il film - un cortometraggio in due bobine - uscì nelle sale cinematografiche statunitensi il 26 dicembre 1913.